# 中国紅十字会
中国紅十字会（ちゅうごくこうじゅうじかい、Zhōngguó Hóngshízìhuì、簡体字:中国红十字会、英語: Red Cross Society of China）は、中華人民共和国及び中国における赤十字組織である。2015年5月現在、国家副主席李源潮を名誉会長、陳竺を会長とし、総会（本部）を北京、分会を31の省級行政単位と香港・マカオ特別行政区に設置する。ほとんどの下級行政単位にも支部が設置され、基層組織は約7万、会員約2000万人に達する。
中華民国（台湾）の組織は中華民国紅十字会と称するが、国際赤十字の正式承認を受けていない（中華民国は中国を代表する唯一正統な政府ではないと見做されるため、赤十字7原則の6番目「単一」にも違反してしまう）。

## 歴史
1904年上海の租界区で「万国紅十字上海支会」が成立し、日露戦争により戦場となっていた満州地区に救護班を派遣した。これが中国における赤十字運動の始まりである。1906年清朝政府はジュネーヴ条約に署名して調印国となったため、翌1907年万国紅十字上海支会を大清紅十字会と改称し、呂海寰と盛宣懐を第一、第二会長とした。辛亥革命後、1912年大清紅十字会は中国紅十字会と改称し、赤十字国際委員会に23番目の加盟国として正式に承認された。1933年には蔣介石政権の下で正式名称を中華民国紅十字会と改称している。中国国内では軍閥混戦、日中戦争、国共内戦と戦乱が続き、飢饉や水害なども絶えなかったため、中国紅十字会は戦場での救護や被災者救援、行方不明者の照会、捕虜の家族との通信仲介などで活躍した。
中華人民共和国の成立により、中国の赤十字運動は中国紅十字会と台湾の中華民国紅十字会に分裂した。1952年の赤十字国際会議は中国紅十字会（北京）を唯一合法の赤十字組織と認定し、中華民国紅十字会は排除された。ただ中華民国紅十字会も中華民国の法律によって台湾で組織され、国防部（省）や衛生部（省）が人員を派遣する公的組織であるが、対外的には私的組織として人道的な問題で各国の赤十字と交流している。
1966年に起こった文化大革命で中国紅十字会のような国際組織はブルジョアの手先などとして紅衛兵の批判を受け、大半の幹部が下放に追いやられて、機能がマヒ状態に陥った。正常化が始まったのはようやく1978年になってからのことであった。中国は1993年中華人民共和国紅十字会法を公布して法的な整備を行い、1997年にはそれまで英国赤十字に属していた香港赤十字、1999年にはポルトガル赤十字に属していたマカオ赤十字が中国紅十字会に加盟した。中国と台湾の紅十字は両岸交流の重要な窓口として頻繁に会合を重ねており、密航者送還問題などで一定の成果を挙げている。
日本との関係について言えば、日中戦争後も中国に取り残されていた日本人の帰国を1950年から進めたほか、東北地方（旧満州地域）を中心とする紅十字会分会が日本人孤児捜索に長年尽力してきた。1954年には、李徳全会長（馮玉祥将軍の未亡人）を団長とする代表団が訪日。抑留されていたBC級戦犯の帰国や、日中国交正常化までの間の民間交流再開に繋がった。